# Hala Jaworzyna pod Skrzycznem

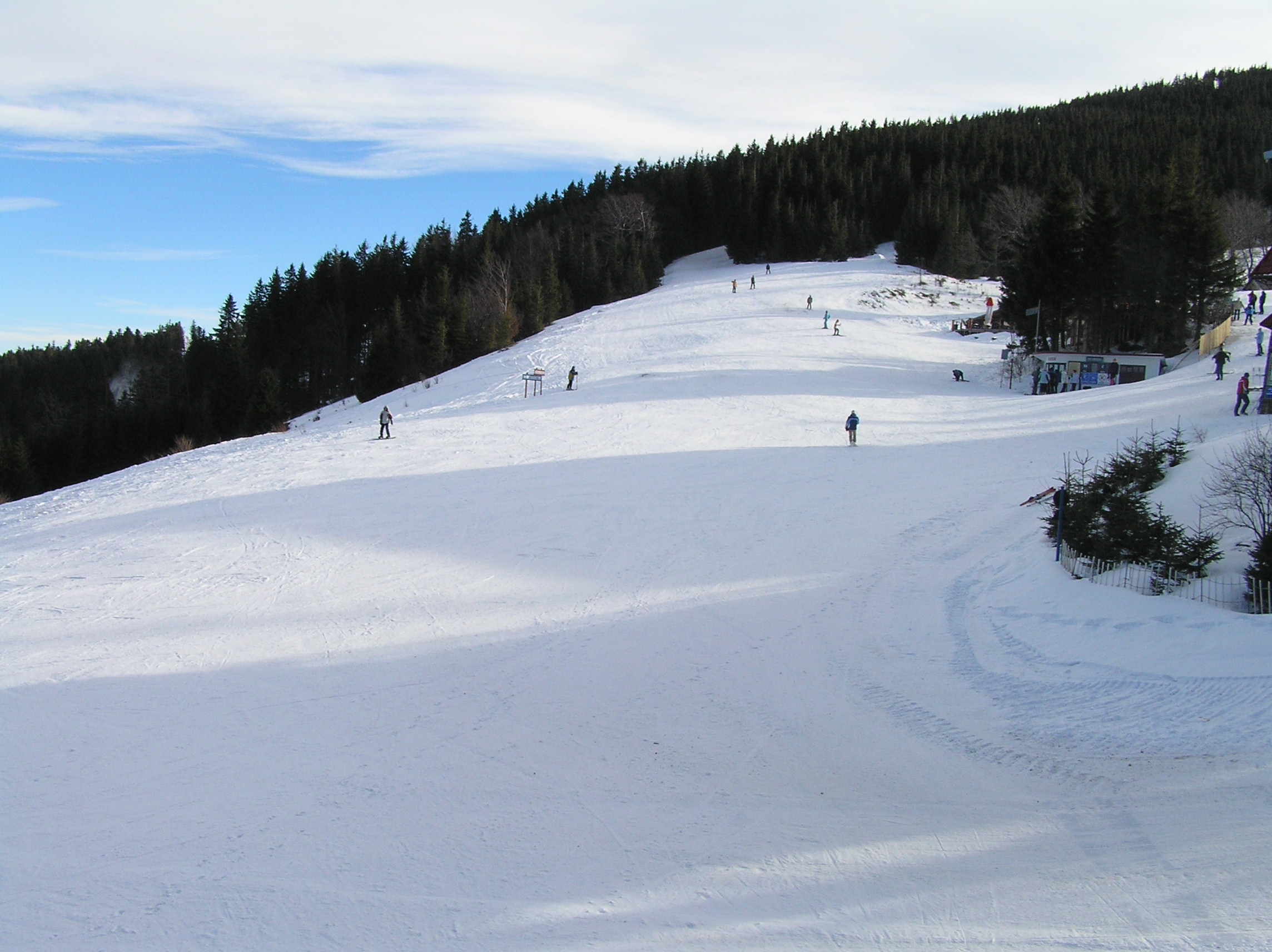
Narciarska trasa zjazdowa na Hali Jaworzyna

Hala Jaworzyna – hala znajdująca się w Beskidzie Śląskim na zachodnim stoku Skrzycznego na wysokości ok. 920 m n.p.m., na terenie Szczyrku. Na hali znajduje się stacja pośrednia kolei linowej, prowadzącej ze Szczyrku na Skrzyczne, a przez halę przebiegają trasy narciarskie, wchodzące – wraz z wyciągami – w skład Ośrodka Narciarskiego Centralnego Ośrodka Sportu – Ośrodka Przygotowań Olimpijskich. W budynku stacji znajduje się bufet.
W przeszłości była to hala pasterska. Jak wszystkie inne hale w Beskidzie Śląskim powstała przez wytrzebienie lasu w XVI-XVII wieku i była intensywnie wypasana. W 1914 r. wypasano na niej 100 owiec. Jak notował wówczas Ludomir Sawicki Z hali Jaworzynki w Szczyrku owce wracają już 14 lipca na łąki dolinne, celem ich koszarowania (tj. użyźnienia owczymi odchodami położonych w dolinie łąk sianokośnych).
W lesie po wschodniej stronie hali Jaworzyna jest wiele rumowisk skalnych i zapadlisk, a w nich Jaskinia w Jaworzynie mająca korytarze o długości 89 m.
Przez halę biegnie niebieski szlak turystyczny:
 Szczyrk Górny – Hala Jaworzyna – Skrzyczne – Hala Jaskowa – Równia – Ostre. Odległość 9,6 km, suma podejść 730 m, suma zejść 730 m, czas przejścia 3:30 h, z powrotem 3:30 h.